# Les enregistrements de Noël des Beatles
The Beatles' Christmas records sont des enregistrements humoristiques plus ou moins improvisés que le groupe britannique offrait annuellement, entre 1963 et 1969, sous forme de flexi discs dans l'édition du mois de décembre du Beatles Book, aux membres de leur fan club. D'autres enregistrements pour Noël ont aussi été effectués par le groupe et individuellement.

## Historique
En 1963, Tony Barrow (en), l'attaché de presse du groupe, initie la production de ces enregistrements destinés aux membres du fan club. Ils seront inclus dans l'édition de décembre du magazine The Beatles Book sous forme de flexi discs au Royaume-Uni tandis qu'aux États-Unis, ils seront distribués sur un disque en carton bien que la plupart de ces enregistrements tarderont à traverser l'Atlantique. Le coût de l'abonnement au club était de seulement 5 shillings par année, (mais 2 $ pour les fans américains,) et, à l'insistance du manager Brian Epstein, devait au mieux refaire ses coûts et était surtout perçu comme un investissement qui démontrait de la bonne volonté et de la gratitude.
Les deux premières éditions sont assez sages avec des chansonnettes et des textes assez conventionnels mais tout de même teintées d'un humour très britannique, les trois suivants sont beaucoup plus dynamiques et créatifs tandis que les deux derniers, enregistrés séparément par les membres du groupe, affichent beaucoup moins de cohésion. 
En 1970, les sept enregistrements seront compilés sur un 33-tours qui sera lui aussi distribué aux membres du fan club. Une collection en disques vinyle 7 pouces, tous de différentes couleurs, sera publiée en 2017.

## Les disques

### 1963:The Beatles' Christmas Record
| - Enregistré : 17 octobre 1963 - Lieu : Studio 2, EMI Studios, Abbey Road - Auteur : Tony Barrow - Producteur : Tony Barrow - Publié : 6 décembre 1963 | - Label : Lyntone, LYN 492 - Flexi disc : 7", 1 face, 33⅓ tr/min - Durée totale : 5:00 - Couleur du vinyle pour sa réédition de 2017: Blanc |

#### Enregistrement et parution
Enregistré le même jour que la chanson I Want to Hold Your Hand, qui leur ouvrira les portes de l'Amérique, le groupe, suivant le script de Barrow, remercie les fans pour le succès qu'ils vivent depuis un an sans se douter du raz-de-marée qui les attend. Ils entonnent aussi quelques versions parodiques de la chanson traditionnelle de Noël Good King Wenceslas. George Harrison prend l'occasion de remercier Freda Kelly, qui est responsable du bureau du fan club à Liverpool, lorsque les autres membres s'écriront « good ol' Freda », ce qui deviendra le titre du documentaire à son sujet réalisé par Ryan White en 2013,. On entendra ce passage en guise d’introduction à celui-ci.
Barrow, le réalisateur en herbe, a utilisé la bande maîtresse pour effectuer le montage et, de ce fait, les parties coupées se sont retrouvées à la poubelle. Lorsque la nouvelle s'est répandue qu'un disque gratuit serait offert aux membres du fan-club, le nombre d'abonnements explosa. Une première impression de ce flexi disc avec pochette ayant déjà été manufacturée, une seconde édition, sans pochette cette fois, fut expédiée en février 1964. Au total, 30 000 copies ont été distribuées aux fans britanniques. Les Beatles étant à cette époque pratiquement inconnus aux États-Unis, ce disque n'a été publié outre-mer que l'année suivante, en version éditée, sur un disque en carton.
En 2009, cet enregistrement a été placé dans le jeu The Beatles: Rock Band et offert sur iTunes et peut être entendu lors du générique final du film The Beatles: Eight Days a Week.

#### Liste des sections
| 1. Good King Wenceslas (chansonnette satirique) 2. Monologue de John Lennon 3. Monologue de Paul McCartney 4. Good King Wenceslas en faux allemand 5. Monologue de Ringo Starr | 1. Good King Wenceslas 2. Monologue de George Harrison 3. Good King Wenceslas 4. Rudolph The Red Nosed Ringo (chansonnette satirique) |

### 1964:Another Beatles Christmas Record
| - Enregistré : 26 octobre 1964 - Lieu : Studio 2, EMI Studios, Abbey Road - Auteur : Tony Barrow - Producteur : Tony Barrow - Publié : 18 décembre 1964 | - Label : Lyntone, LYN 757 - Flexi disc : 7", 1 face, 45 tr/min - Durée totale : 3:58 - Couleur du vinyle pour sa réédition de 2017 : Rouge translucide |

#### Enregistrement et parution
En 1964, les Beatles ont eux-mêmes demandé à Tony Barrow de continuer cette tradition et de réécrire un nouveau script. Encore une fois, les remerciements fusent et les prochaines sorties de disques, du film, d'un livre et de tournées sont abordées. Débuté après douze heures en studio lors de la dernière séances de l'album Beatles For Sale, l'enregistrement a nécessité cinq prises dû aux nombreuses improvisations qui n'ont pas toujours été réussies. Cet enregistrement est un montage de cinq différentes prises. Certaines des prises laissées de côté peuvent aujourd'hui être entendues sur internet. 65 000 copies du disque ont été distribuées et ce disque n'a pas été originellement publié aux États-Unis car on lui a préféré l'édition de 1963.

#### Liste des sections
| 1. Jingle Bells (chansonnette) 2. Monologue de Paul McCartney 3. Monologue de John Lennon 4. Monologue de George Harrison | 1. Monologue de Ringo Starr 2. Can You Wash Your Father's Shirts (chansonnette) 3. Happy Christmas |

### 1965:The Beatles' Third Christmas Record
| - Enregistré : 8 novembre 1965 - Lieu : Studio 2, EMI Studios, Abbey Road - Auteur : Tony Barrow, The Beatles - Producteur : Tony Barrow - Publié : 17 décembre 1965 | - Label : Lyntone, LYN 948 - Flexi disc : 7", 1 face, 33⅓ tr/min - Durée totale : 6:20 - Couleur du vinyle pour sa réédition de 2017 : Bleu |

#### Enregistrement et parution
L'enregistrement de ce disque est tenté au Marquee Studios de Londres le 19 octobre, mais la prestation n'est pas jugée acceptable et le tout est repris le mois suivant lors des séances de Rubber Soul après l'enregistrement de Think For Yourself. Bien que l'objectif de réaliser une prestation élaborée dans le thème d'une émission de radio ne soit pas tout à fait atteint, cet enregistrement est le premier faisant preuve d'un grand humour et laissant une large place à l'improvisations. Trois prises suffisent. Ce disque n'a pas pu être manufacturé à temps pour une publication en Amérique, on l'a donc remplacé par une carte postale en noir et blanc.
En 2006, les extraits « ...put the red lights off... » et « ...This is Johnny Rhythm... » sont inclus en finale de la version de All You Need Is Love, la dernière chanson sur la trame sonore du spectacle Love du Cirque du Soleil à Las Vegas.

#### Liste des sections
| 1. Yesterday (version humoristique) 2. Dialogue 3. Happy Christmas to Ya List'nas. (chansonnette irlandaise) 4. Auld Lang Syne (version humoristique) 5. Dialogue 6. Same Old Song | 1. Dialogue 2. Auld Lang Syne (reprise) 3. Dialogue 4. Christmas Comes But Once a Year (chansonnette humoristique) 5. Yesterday (reprise) et dialogue 6. Finale |

### 1966:The Beatles' Fourth Christmas Record – Pantomime: Everywhere It's Christmas
| - Enregistré : 25 novembre 1966 - Lieu : Dick James Music - Auteur : The Beatles - Producteur : George Martin - Design de la pochette : Paul McCartney - Publié : 16 décembre 1966 | - Label : Lyntone, LYN 1145 - Flexi disc : 7", 1 face, 33⅓ tr/min - Durée totale : 6:36 - Couleur du vinyle pour sa réédition de 2017 : Lime translucide |

#### Enregistrement et parution
Le 24 novembre, après une pause de trois mois, le groupe revient en studio, frais et dispos, pour débuter l'enregistrement de Strawberry Fields Forever. Effectué le lendemain, dans les studios de Dick James (en) sur la rue New Oxford à Londres, cet enregistrement pour leur disque des fêtes annuel comprend Everywhere It's Christmas, une chanson de Noël inédite et humoristique, des effets sonores et des histoires absurdes mais élaborées, sans les vœux de Noël, ni les messages habituels aux fans. L'empreinte de George Martin, qui a fait des enregistrements comiques avec Peter Sellers and Spike Milligan, est bien ressentie et on y entend Mal Evans, l'homme à tout faire et « roadie » du groupe, dire « Yes, everywhere it's Christmas » avant que la chanson thème ne reprenne pour la finale toujours avec McCartney au piano. Ce disque n'a pas été distribué aux États-Unis. De cette finale, quelques secondes (avec des rires, des applaudissements et McCartney disant « Jolly good ») sont entendues tout à la fin de la trame sonore du spectacle Love édités avec l'extrait de l'année précédente et la finale orchestrale de la chanson Good Night.
Ce disque, qui sort sept mois avant l'album Sgt Pepper, pousse certaines des fans, qui désapprouvent la nouvelle mouture de leur groupe bien aimé, à résilier leur abonnement mais l'année suivante on remarque une recrudescence de nouveaux abonnements par des garçons qui apprécient maintenant leur nouvelle musique.

#### Liste des sections
| 1. Everywhere It's Christmas (chansonnette) 2. Orowayna 3. A Rare Cheese 4. The Feast 5. The Loyal Toast | 1. Podgy the Bear & Jasper 2. Felpin Mansions 3. Please Don't Bring Your Banjo Back (chansonnette) 4. Everywhere It's Christmas (reprise) |

### 1967:Christmas Time Is Here Again!
| - Enregistré : 28 novembre 1967 - Lieu : Studio 3, EMI Studios, Abbey Road - Auteur : The Beatles - Producteur : George Martin - Design de la pochette : John Lennon et Ringo Starr (dos: Julian Lennon) - Publié : 15 décembre 1967 | - Label : Lyntone, LYN 1360 - Flexi disc : 7", 1 face, 33⅓ tr/min - Durée totale : 6:06 - Couleur du vinyle pour sa réédition de 2017 : Vert translucide |

#### Enregistrement et parution
Cette fois, les Beatles, en pleine période psychédélique, démontrent une grande cohésion pour leur dernier enregistrement de Noël conçu en groupe. Écrit la veille, l'enregistrement est effectué le 28 novembre dans une séance dédiée de neuf heures. L'enregistrement débute avec Lennon qui annonce « Interplanetary remix, take 444! » et la chanson Christmas Time Is Here Again suit et sera reprise tout au long du disque. On entendra Starr chanter « O-U-T spells out » en guise de finale pour pouvoir passer à une histoire comique. Celle-ci débute donc lorsque les Ravellers, l'alter ego des Beatles, arrivent à la BBC House que le portier, joué par Victor Spinetti, laisse entrer. S'ensuit plusieurs sketchs dans lesquels les membres du groupe utilisent des voix comiques; de la claquettes à un concours en passant par une audition et autres situations humoristiques. Quelques chansonnettes sont aussi entendues. On y entend aussi Mal Evans qui demande : « Êtes-vous 13 ampères ? ». George Martin, dont la voix est entendue ici pour la première fois sur un enregistrement publié, annonce que le groupe « voudrait vous souhaiter une année merveilleuse », phrase qui est répétée par Harrison et ensuite par tout le groupe. La chanson thème reprend et le tout se termine avec un poème absurde écrit et lu par Lennon, avec un lourd accent écossais, accompagné d'une prestation à l'orgue de Auld Lang Syne, jouée par Martin, et du son d'un vent hivernal. Ce disque n'a pas été distribué aux États-Unis.
Une version abrégée de cet enregistrement, sans les chansonnettes et les parties parlées (sauf pour l'introduction et la finale dites par Lennon au son de l'orgue et du vent), a été publiée sous le titre Christmas Time (Is Here Again), sur la face B du 45 tours Free as a Bird en 1995. Les souhaits de chacun des membres du groupe, qui y sont rajoutés, ont été enregistrés le 6 décembre 1966 au studio 2 de EMI pour Radio London et Radio Caroline,.

#### Liste des sections
| 1. Christmas Time Is Here Again (chanson) 2. The Boys Arrive at BBC House 3. An Audition 4. Tap Dancing 5. Are You 13 Amp ? 6. Get One of Those for Your Trousers (chansonnette) 7. Sir Gerald 8. Christmas Time Is Here Again (reprise) | 1. Onto the Next Round & Introduction 2. Plenty Of Jam Jars (chansonnette) 3. Quiz Show 4. Get One of Those for Your Trousers (reprise) 5. Theatre Hour 6. Christmas Time Is Here Again (reprise) 7. They'd Like to Thank You... 8. When Christmas Time Is O'er (poème absurde) |

### 1968:The Beatles' 1968 Christmas Record
| - Enregistré : novembre et décembre 1968 - Lieu : plusieurs sites - Auteur : The Beatles - Producteur : Kenny Everett - Publié : 20 décembre 1968 | - Label : Lyntone, LYN 1743/4 - Flexi disc : 7", 2 faces, 33⅓ tr/min - Durée totale : 7:48 - Couleur du vinyle pour sa réédition de 2017 : Translucide |

#### Enregistrement et parution
À l'instar de l'« Album blanc » paru quelques semaines auparavant, cet enregistrement semble être l'œuvre de quatre artistes indépendants qui travaillent sous une bannière commune. Ce disque est constitué d'un montage d'enregistrements individuels, effectué par leur ami Kenny Everett, un DJ de la BBC Radio 1. Sur la pochette on blague que Kenny Foreverett peut être considéré comme le producteur, bien que ce poste ne soit pas rémunéré. Quelques effets sonores et des segments de Ob-La-Di, Ob-La-Da, Helter Skelter, Yer Blues et Birthday en plus de Baroque Hoedown (en) de Perrey et Kingsley et autres segments de musique sont inclus dans le montage.
Il est tentant de croire que le groupe est désormais complètement disloqué, mais la décision de ne pas se regrouper pour l'enregistrement est fort possiblement un manque de temps. En effet, Harrison est en voyage aux États-Unis pour six semaines, McCartney et sa nouvelle amie, Linda Eastman, sont souvent en transit entre New York et sa ferme en Écosse, Lennon vit les séquelles d'une descente policière pour possession de cannabis et Starr est à ce moment occupé à déménager sa famille.
Par contre, les signes de la fin de l'aventure qui approche sont bien présents dans le texte de Lennon intitulé Jock and Yono accompagné par sa conjointe au piano. Ce conte absurde raconte son histoire avec Yoko Ono et fait référence à ses « beast friends ». Harrison a été vexé de ce jeu de mots qui combine « beat » et « best » pour en faire « beast », qui sous entend que ses collègues, qui étaient ses meilleurs amis, sont maintenant des amis bêtes,. Ce passage et Once Upon a Pooltable, sur la face B, font partie d'un texte intitulé Two Virgins et publié en 1986 dans le livre posthume de Lennon, Skywriting by Word of Mouth. McCartney offre des souhaits de joyeuses fêtes dans la forme d'une chanson jouée à la guitare acoustique. Starr propose une conversation téléphonique avec une femme, jouée par lui-même. Harrison, qui enregistre sa partie aux États-Unis, offre ses vœux à ses fans et donne l'occasion à Mal Evans de faire de même. Plus tard, on l'entend avec le chanteur Tiny Tim qui a été invité par le beatle à sa chambre d’hôtel de New York. Lorsque Tiny Tim lui joue la chanson Nowhere Man au ukulélé, Harrison l'interrompt, sort une enregistreuse et lui demande d'offrir ses souhaits de Noël et d’interpréter ce succès du groupe qui sera ainsi intégré au montage. Le disque se termine avec les coups de batterie qui clôt la chanson Happiness Is a Warm Gun.

#### Liste des sections
| Face A 1. Ringo - Ob-La-Di 2. Paul - Happy Christmas, Happy New Year (chansonnette) 3. Helter Skelter 4. Jock and Yono 5. Monologue de George enregistré en Amérique | Face B 1. Dialogue de...Ringo Starr 2. Happy Christmas, Happy New Year (reprise) 3. Once Upon a Pooltable 4. Dialogue entre George Harrison et Tiny Tim / Nowhere Man 5. Finale |

### 1969:The Beatles' Seventh Christmas Record: Happy Christmas 1969
| - Enregistré : novembre et décembre 1969 - Lieu : plusieurs sites - Auteur : The Beatles - Producteur : Maurice Cole, - Photo de la pochette : Ringo Starr (dessins au dos : Zak Starkey) - Publié : 19 décembre 1969 | - Label : Lyntone, LYN 1970/1 - Flexi disc : 7", 2 faces, 33⅓ tr/min - Durée totale : 7:39 - Couleur du vinyle pour sa réédition de 2017 : Orangé |

#### Enregistrement et parution
Ce disque est produit alors que le groupe n'existe déjà plus. En effet, le 20 septembre 1969, Lennon « demande le divorce » à ces acolytes mais pour des raisons d'affaires, on décide de garder la nouvelle secrète. En fait, une réunion très mouvementée survenue quelques jours plus tôt sera la dernière fois où les quatre membres du groupe se retrouveront ensemble dans une même pièce. Par conséquent, comme l'année précédente, l'enregistrement de ce disque de Noël est un montage de segments individuels.
On y entend John et Yoko discutant en déambulant dans les jardins de leur domaine, Tittenhurst Park, quelques fois en marchant dans les feuilles. McCartney, comme à son habitude, compose une chanson, This is to Wish You, enregistrée chez lui en démo. Starr s'amuse en improvisant une chanson et plus tard, fait la promotion du film The Magic Christian (dans lequel il joue avec Peter Sellers). Harrison, quant à lui, est enregistré dans les bureaux d'Apple, et offre ses souhaits de Noël; une participation d'à peine six secondes. À la fin du disque, des chansonnettes sont improvisées par Lennon et Ono. C'est encore Kenny Everett qui effectue le montage et qui rajoute un extrait de la chanson The End, quelques effets sonores et des enregistrements disparates de souhaits et de musique. Il prend soin de terminer le montage avec le son d'un rire.

#### Liste des sections
| Face A 1. Happy Christmas - dialogue avec John et Yoko 2. Wonderful Christmas - vœux de George 3. Chansonnette de Ringo 4. The End 5. Dialogue avec John et Yoko 6. This Is To Wish You (chanson) - vœux de Paul | Face B 1. Dialogue avec John et Yoko 2. Chansonnettes de John et Yoko 3. Merry Christmas / Magic Christian 4. Vœux de Ringo 5. Dialogue avec John et Yoko 6. Finale |

## Rééditions

### From Then to You/The Beatles Christmas Album
Tous ces enregistrements ont été compilés, en décembre 1970, sur un 33 tours intitulé From Then to You au Royaume-Uni (Apple LYN2153/LYN2154) et The Beatles' Christmas Album aux États-Unis (Apple SBC100), celui-ci publié en mars 1971, et qui seront encore offerts aux membres du fan club. Les bandes maîtresses ayant été égarées à l'époque, ces disques avaient été repiqués à partir des flexi-discs de la collection de Freda Kelly, la responsable du fan-club. La face 1 contenait les quatre premiers enregistrements et la face 2, les trois derniers.

### Bootlegs
Depuis 1970, comme ces enregistrements ont tardé à être mis sur le marché commercialement par Apple Records, ils ont été de nombreuses fois édités en bootlegs. Tous ces enregistrements sont aujourd'hui disponibles sur internet.

### The Beatles Christmas Record Box
Albums de The Beatles
Sgt. Pepper’s Lonely Hearts Club Band Anniversary Editions
(2017) The Beatles (White Album) Anniversary Editions
(2018)
The Beatles Christmas Record Box (affichant, sur le boîtier, Happy Christmas Beatle People !) est une compilation à tirage limité des sept enregistrements, publiées par Apple Records le 15 décembre 2017, offerts sous forme de 45 tours en vinyle, tous de couleurs différentes et présentés dans des fac-similés des pochettes originales. Les cinq premiers disques sont unifaces et le boîtier contient un livret de 16 pages qui contient des notes sur les enregistrements par Kevin Howlett et la reproduction de pages associées à ceux-ci, tirées du Beatles Monthly. Remixés par Simon Gibson et Sean Magee, les sources de ces bandes sont variées; les bandes maîtresses de 1964, 1965 et 1967, des copies d'archives datant de 1970 des flexis de 1963, 1966 et 1969, et une toute nouvelle copie d'un flexi pour l'enregistrement de 1968.

## Autres
Le 17 décembre 1963, au Playhouse Theatre de Londres, les Beatles enregistrent, pour l'émission Saturday Club (en) du 21, All I Want for Christmas Is a Bottle (une très courte parodie de All I Want for Christmas Is a Beatle, la chanson hommage au groupe de Dora Bryan) et Crimble Medley (un pot-pourri des chansons Love Me Do, Please Please Me, From Me to You, She Loves You, I Want To Hold Your Hand et Rudolph The Red-Nosed Reindeer). Ces chansons humoristiques ne seront pas retenues pour les albums enregistrés en direct de la BBC.
En 1965, Paul McCartney a produit dans son appartement dans la maison des Asher, les parents de sa copine, un enregistrement dans le style d'une émission de radio où il joue le rôle d'un animateur américain. Plusieurs chansons (de Nat King Cole, des Rolling Stones, des Beach Boys, et de Martha and the Vandellas, etc.) et effets sonores d'avant garde sont entendus. Il invite aussi Peter Asher, le frère de Jane, à présenter la chanson Don't Be Cruel d'Elvis Presley. Seulement trois copies acétates ont été fabriquées pour offrir à ses camarades du groupe en guise de cadeau de Noël. Disparu depuis longtemps, cet enregistrement a été retrouvé en 2017 et publié sur internet.

### Enregistrements subséquents
Après la séparation du groupe, les ex-Beatles ont tous offerts des enregistrements de Noël, cette fois toutes sous forme de chansons pop. John Lennon, avec Yoko Ono, a publié Happy Xmas (War Is Over) (1971), George Harrison, la chanson Ding Dong, Ding Dong (1974) et Paul McCartney, Wonderful Christmastime (couplée à Rudolph the Red-Nosed Reggae en face B) (1979) en plus de la reprise The Christmas Song (Chestnuts Roasting on an Open Fire) (2012). Ringo Starr, quant à lui, a publié un album complet de reprises et de compositions originales intitulé I Wanna Be Santa Claus (1999) qui inclut une version achevée de la chanson Christmas Time (Is Here Again).